# クリスティア・フリーランド
クリスティア・フリーランド (英: Chrystia Freeland、1968年8月2日 - ) は、カナダのジャーナリスト、作家、政治家。現在、同国の運輸大臣兼国内貿易大臣。2019年から副首相、2020年から2024年までカナダ初の女性財務大臣を務めた。ジャスティン・トルドーの側近として、トルドー内閣で最も影響力のある閣僚と言われていたが、政策の行き違いから2024年12月に辞任を表明した。

## 人物・略歴

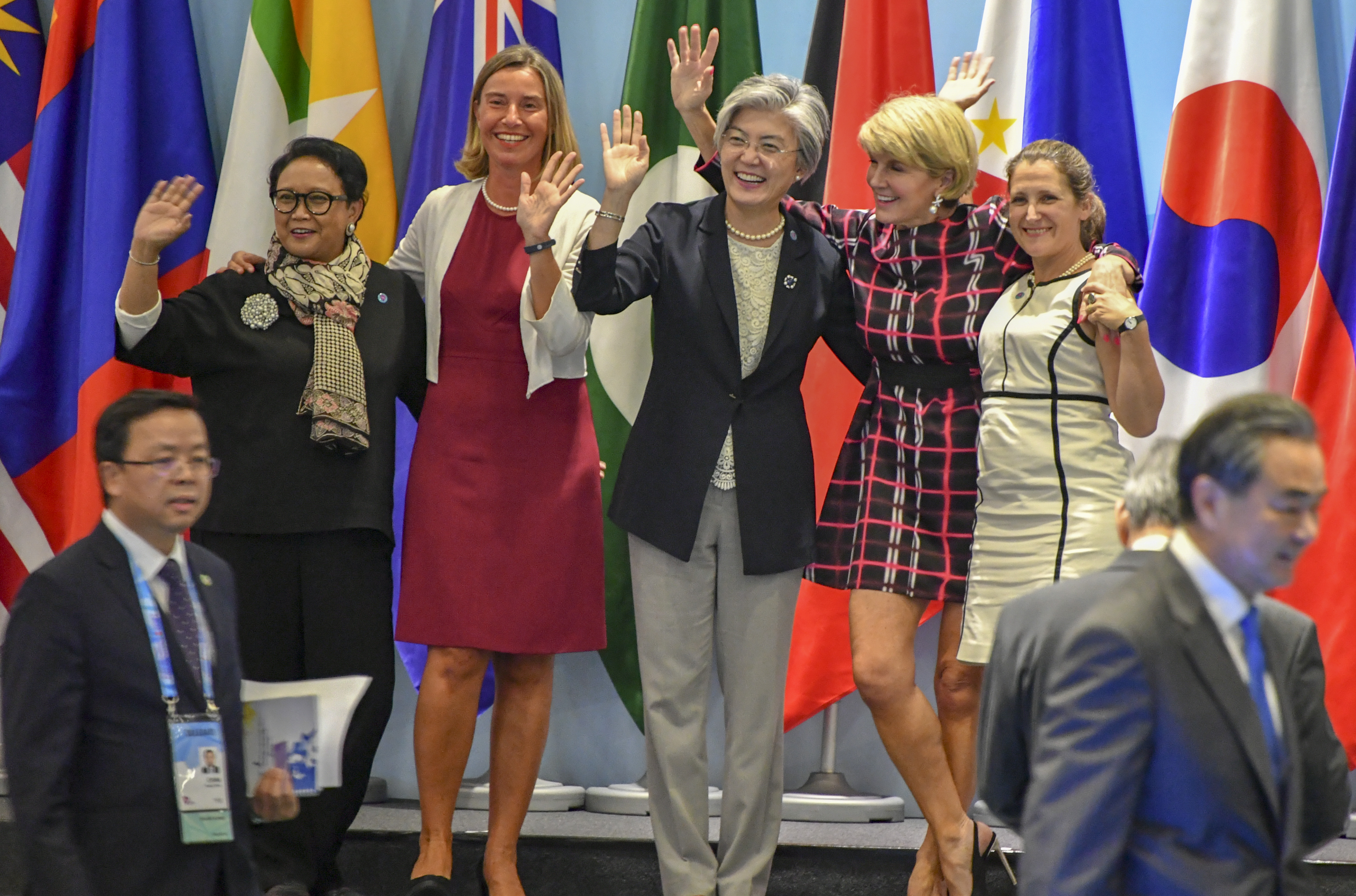
左からインドネシアのルトノ・マルスディ外相、フェデリカ・モゲリーニ欧州連合外務・安全保障政策上級代表、韓国の康京和外交部長官、オーストラリアのジュリー・ビショップ外相、フリーランド（2018年8月4日）

1968年8月2日にアルバータ州ピースリバーにて誕生。ウクライナ系カナダ人。
ハーバード大学で歴史学、ロシア文学の学位を取得。1988年から1989年にかけてウクライナ・ソビエト社会主義共和国のタラス・シェフチェンコ大に交換留学しウクライナ語を習得。なお、ウクライナ語は幼少期から話していた。ウクライナ在住中はウクライナの活動家に接触。

### ジャーナリスト
その後、イギリスに渡英して、ロンドンのUPI通信社で働き、セント・アントニーズ・カレッジ にてスラヴ学修士号を習得。卒業後はウクライナを拠点にジャーナリストとして活動し、後にロンドンを中心にフィナンシャル・タイムズ、グローブ・アンド・メールで編集職に就いた、フィナンシャル・タイムズでは、モスクワ支局長及び東ヨーロッパ特派員、副編集長を務めた。2010年以降はニューヨークにてロイターやフィナンシャル・タイムズの編集に関与。

## 政治家として
2013年9月15日、連邦下院トロント・センター選挙区補欠選挙の自由党候補者となり、11月25日の補欠選挙で初当選。
2015年の総選挙にはトロントのユニバーシティ・ローズデール選挙区から立候補し、再選された。2019年、2021年総選挙でも同選挙区で連続当選。

### 国際貿易大臣 (2015-2017)
2015年11月4日、ジャスティン・トルドー内閣の国際貿易大臣として入閣。カナダと欧州連合の間の貿易協定交渉に関与し、同協定は、2016年10月30日調印。

### 外務大臣 (2017-2019)
2017年1月、外務大臣就任。

### 副首相 (2019-2024)
2019年、副首相兼政府間関係大臣就任。国内政策の主要な計画を任せれ、メディケアの強化、銃器規制の導入、汎カナダの保育システムの開発、州間の自由貿易の促進、先住民族との和解等を担当した。

### 政府間問題大臣 (2019-2020)
2020年3月、COVID-19に関する連邦政府の対応に関する内閣委員会の議長を務めた。

### 財務大臣 (2020-2024)
2020年8月18日、財務大臣に就任。カナダで初の女性財務相となった。
2022年2月のロシア・ウクライナ戦争の対応の指揮を取り、彼女はロシア連邦中央銀行に対する制裁を初めて要求し、ウクライナのデニス・シュミハリ首相と毎日会談した。7月15日G20財務相・中央銀行総裁会議で一緒になったロシア政府高官に対し、「戦争犯罪をしているのは軍の司令官たちだけではない。戦争を始め、継続している経済官僚も同罪だ」と直接抗議した。
トルドー首相の側近として政権を支え続けたが、2024年に入り政策の行き違いが表面化した。支持率低迷に悩まされるトルドーは減税などを打ち出したものの、フリーランドはこれに反対。アメリカ合衆国のドナルド・トランプ次期大統領が2025年1月の就任初日にカナダからの全輸入品に対する関税を25％引き上げると表明していたこともあり、資金を温存するべきだと主張した。同年12月13日、トルドーはフリーランドに対して別の役職に就くよう提案。フリーランドはこれを受け12月16日に辞任を表明した。

### 運輸大臣兼国内貿易大臣 (2025-)
2025年3月13日に発足したマーク・カーニー新内閣において運輸大臣兼国内貿易大臣に就任した。

## 家族
父のDonald Freelandは自由党党員で農家、弁護士、ウクライナ人の母Halyna Chomiakは弁護士で1988年に新民主党の選挙に立候補した政治家。母方の祖母はスコットランド人の戦争花嫁。ガリツィア生まれの祖父のen:Michael Chomiakはウクライナのナチス支配下におけるナチスプロパガンダ機関誌のen:Krakivs'ki Vistiの編集長であり、戦後にカナダへ移住。祖父とナチスドイツとのかかわりについてフリーランド自身も認めている。
夫はニューヨークタイムズ記者で英国人のGraham Bowley・子供は3人。家庭ではウクライナ語を使用して子育てをしてきた。妹と共同でウクライナキーウの独立広場 (キーウ)に住居を所有している。